# Asociación Europea de Bioseguridad
La Asociación Europea de Bioseguridad ( EBSA, del inglés European BioSafety Association ) es una organización sin ánimo de lucro que tiene como objetivo proporcionar un foro para sus miembros para debatir temas relacionados con la bioseguridad y las actividades asociadas  La asociación con sede en Gentbrugge (Bélgica) y fundada en junio de 1996, cuenta con más de 400 miembros y su alcance no es únicamente de los veintisiete miembros de la Unión Europea, sino todo el continente.   Sus miembros son profesionales de universidades y centros de investigación, o representan a gobiernos u organizaciones privadas. 
Entre sus objetivos se encuentran: Establecer y comunicar las mejores prácticas de bioseguridad y biocontención entre sus miembros y fomentar el diálogo y las discusiones sobre cuestiones de desarrollo; representar y defender los intereses colectivos de sus miembros en todos los ámbitos relacionados con la bioseguridad y la biocontención, e influir y apoyar la legislación y normas emergentes, con el objetivo de garantizar la prevención de daños para las personas o en el medio ambiente a partir de sustancias o materiales biológicos.
La EBSA colabora con otras organizaciones internacionales como la Federación Internacional de Asociaciones de Bioseguridad (IFBA, del inglés International Federation of Biosafety Associations ),  Comité Europeo de Estandarización (CEN)  o el Organización Internacional para la Estandarización (ISO) para gestionar los riesgos asociados al uso y manejo de sustancias biológicas que podrían causar accidentes o afectar a la salud y para establecer normas para prevenir el uso intencionado de estas sustancias.  De hecho, la EBSA y la Asociación Americana de Seguridad Biológica (ABSA, del inglés American Biological Safety Association ) han tenido un papel destacado en la implementación de normas de seguridad en los laboratorios que trabajan con materiales biológicos. 
En el marco de la Unión Europea, la EBSA proporciona asesoramiento en la preparación de documentos relacionados con bioseguridad. 